# Vysoké Veselí
Vysoké Veselí – miasto w Czechach, w kraju hradeckim. 
Według danych z 1 stycznia 2024, liczba mieszkańców miasta wynosi 869 osób (1772. miejsce w kraju wśród miejscowości; 586. miejsce wśród miast).

## Demografia
| Rok             | 2008 | 2016 | 2024 |
| --------------- | ---- | ---- | ---- |
| Liczba ludności | 826  | 876  | 869  |